# Абенов, Мурат Абдуламитович
Мура́т Абдулами́тович Абе́нов (каз. Мұрат Абдуламитұлы Әбенов; род. 20 августа 1965 года, село Томенарык, Жанакорганский район, Кзылординская область, Казахская ССР) — казахстанский общественный деятель, депутат Мажилиса IV (2007–2012), V (2012–) и VIII созывов, экс вице-министр Министерства образования и науки Республики Казахстана.

## Биография
Родился 20 августа 1965 года в посёлке Томенарык, Жанакорганского района, Кзылординской области в семье школьного учителя. Происходит из рода балталы племени найман. Отец Абенов Абдуламит(қаз.Әбенұлы Абдуламит) 1929 года рождения, преподаватель казахского языка и литературы — 45 лет проработал в системе образования. Мама — Сейлова Узипа(қаз. Сейілқызы Өзипа) родилась в 1937 году в Кызылординской области, остров Уялы и имела брата Сейлова Жаксымурата (1942 года рождения,Кызылординская область, остров Уялы). До выхода на пенсию работала поваром, швеёй.

## Образование
Среднее образование получил в школе № 198 города Кызылорда (с 1972 по 1982 годы). В 1982 году поступил на математический факультет Казахского государственного университета имени С. М. Кирова. (КазНУ им. Аль-Фараби). После службы в армии перевёлся на физико-математический факультет Казахского Педагогического института имени Абая Архивная копия от 23 мая 2015 на Wayback Machine. В 1990 году завершил обучение по специальности преподаватель математики и информатики. 2002 году поступил на факультет юриспруденции Казахского гуманитарно-юридического университета, и в 2004 году закончил по специальности- юрист.

## Служба в армии
С 1984 по 1986 годы проходил срочную воинскую службу в разведывательном батальоне, 20-й Отдельной разведывательной бригады контингента войск в Монгольской Народной Республике. Воинское звание при демобилизации — старшина. Военная специальность командир танка, разведчик.

## Карьера
С 1990 по 1991 года — преподаватель информатики и вычислительной техники средней школы № 4 им. С. Сейфуллина.(г. Кызылорда)
С июня 1991 года — инспектор по кадрам и основной деятельности Кзылординского городского отдела образования.
С сентября 1991 по июнь 1992 года — заместитель директора по учебно-воспитательной работе казахской школы-лицея № 1 им. 1 Мая (г. Кзылорда). Архивная копия от 18 мая 2015 на Wayback Machine
С июня 1992 года по июль 1993 года — главный специалист отдела прогнозирования общественного мнения и печати Кзылординской городской администрации.
С 1993 по 1998 год — заместитель директора по коммерческой деятельности ТОО «Атамекен» (г. Алматы).
С апреля 1999 года по февраль 2000 г — консультант организационно-контрольного отдела аппарата акима Кзылординской области. Архивная копия от 10 мая 2015 на Wayback Machine
С февраля 2000 года по декабрь 2002 г — начальник Управления Агентства РК по делам государственной службы Кзылординской области. Архивная копия от 18 мая 2015 на Wayback Machine
С декабря 2002 по май 2005 года — директор Кзылординского областного Департамента внутренней политики Архивная копия от 18 мая 2015 на Wayback Machine.
С мая 2005 по февраль 2007 года — заместитель акима Кзылординской области по социальным вопросам Архивная копия от 10 мая 2015 на Wayback Machine.
С февраля по август 2007 года — руководитель аппарата акима Кзылординской области.
В августе 2007 года избран депутатом Мажилиса Парламента Республики Казахстан 4-го созыва Архивная копия от 4 августа 2012 на Wayback Machine, по партийному списку «Нұр Отан». Секретарь Комитета по экономической реформе и региональному развитию.
В январе 2012 года повторно избран депутатом Мажилиса Парламента Республики Казахстан 5-го созыва по партийному списку «Нұр Отан» Архивная копия от 18 мая 2015 на Wayback Machine.
С ноября 2012 г по ноябрь 2013 года- вице-министр Министерства образования и науки Республики Казахстан Архивная копия от 18 мая 2015 на Wayback Machine.
C 2013 года председатель Совета директоров АО Национальный Центр «Орлеу»

## Участие в Парламентских выборах
В августе 2007 года избран депутатом Мажилиса Парламента Республики Казахстан 4-го созыва по партийному списку «Нұр Отан» Архивная копия от 4 августа 2012 на Wayback Machine,
В составе Мажилисе Парламента 4-го созыва избирался Секретарём Комитета по экономической реформе и региональному развитию. Член Совета по связям с Маслихатами и институтами гражданского общества фракции «Нұр Отан»
В январе 2012 года повторно избран депутатом Мажилиса Парламента Республики Казахстан 5-го созыва Архивная копия от 18 мая 2015 на Wayback Machine по партийному списку «Нұр Отан»

## Депутатская деятельность
Два раза избирался депутатом (4-го и 5 -го созывов) нижней палаты — Мажилиса Парламента Республики Казахстан Архивная копия от 10 мая 2012 на Wayback Machine. В составе Мажилиса Парламента 4-го созыва избирался Секретарём Комитета по экономической реформе и региональному развитию. Член Совета по связям с Маслихатами и институтами гражданского общества фракции "Нұр Отан. Будучи членом Комитета партийного контроля «Нұр Отан» осуществлял общественный контроль за строительством международного транспортного коридора Западная Европа — Западный Китай. Работа депутата с избирателями была достаточно насыщенной. В целом за время депутатской деятельности депутату М. Абенову поступило около 1200 обращений от граждан республики, по которым было направлено более 2,5 тысяч писем в государственные и правоохранительные органы.
Работа в регионе. За время деятельности для встречи с избирателями 16 раз выезжал в Кызылординскую область и посетил 109 населённых пунктов. Участвовал на 220 встречах с представителями различных социальных групп, на которых приняло участие более 17,4 тысяч жителей области. Кроме того, провёл 73 общественных приёмов граждан по личным вопросам, в которые обратились более 930 человек. «Руководил рабочей группой по внесению изменений в закон Республики Казахстан „О местном государственном управлении и самоуправлении в Республике Казахстан“ Архивная копия от 28 марта 2016 на Wayback Machine. Данные изменения впервые определили нормативно-правовую базу функционирования местного самоуправления в Республике Казахстан. Возглавлял рабочую группу по работе над проектом нового Закона Республики Казахстан „О космической деятельности“ Архивная копия от 27 мая 2016 на Wayback Machine. Принимал активное участие в работе над Законом РК „О внесении изменений и дополнений в некоторые законодательные акты Республики Казахстан по вопросам интеллектуальной собственности“ Архивная копия от 10 июня 2015 на Wayback Machine. Инициировал внесение изменений предусматривающих ответственность за незаконное использование объектов авторских прав путём организации, создания интернет-ресурсов для дальнейшего доступа к обмену, хранению, перемещению экземпляров произведений в интернете. Входил в состав рабочей группы по проекту Закона РК „О внесении дополнений в некоторые законодательные акты Республики Казахстан по вопросам электронных денег Архивная копия от 10 июня 2015 на Wayback Machine“. Входил в состав рабочей группы по работе над Законом РК „О государственной молодёжной политики Республики Казахстан (недоступная ссылка)“.
В ходе работы в Мажилисе Парламента 4-го и 5-го созывов озвучил более 60 различных депутатских запросов. Поднимал вопросы регионального развития Кызылординской области, которую он представлял в Мажилисе Парламента. Из них вызвавшие наибольший общественный резонанс : проблемы по осуществлению проекта „Реконструкция русла реки Сырдарья и сохранение Северной части Аральского моря“, решение актуальных проблем развития рисоводства, по вопросу поддержки верблюдоводства Архивная копия от 28 мая 2015 на Wayback Machine, о выбросах вредных веществ при сжигании попутного газа на нефтяных месторождениях. Неоднократно поднимал проблемные вопросы реализации молодёжной политики: о несовершенстве программы „С дипломом в село“ Архивная копия от 28 мая 2015 на Wayback Machine, повышения эффективности стипендии Президента Республики Казахстана „Болашак“. Инициировал рассмотрение вопросов касающиеся сферы здравоохранения : проблемы детей больных лейкемией заражённых в медицинском учреждении гепатитом Архивная копия от 28 мая 2015 на Wayback Machine, касательно детей страдающих аутизмом Архивная копия от 28 мая 2015 на Wayback Machine. Поднимал вопросы связанные борьбы с коррупцией: „Причины трагедии Кызылагаш Архивная копия от 28 мая 2015 на Wayback Machine, крушение моста в Кызылорде“, „Нарушения законодательства государственных закупок“, „От народного IPO остаётся только название Архивная копия от 28 мая 2015 на Wayback Machine“. Также выносил на обсуждение вопросы развития массового спорта в Казахстане: разрешения проблем олимпийского чемпиона Ильи Ильина Архивная копия от 8 октября 2014 на Wayback Machine, вопросы развития футбола в Казахстане. Занимал активную позицию по укреплению роли государственного языка во всех сферах общественной жизни, в том числе и в работе государственных органов. Развития казахстанского сегмента интернета, увеличения контента на казахском языке Архивная копия от 10 июня 2015 на Wayback Machine, защиты авторских прав в интернете Архивная копия от 28 марта 2016 на Wayback Machine, развития казахской версии wikipedia Архивная копия от 22 февраля 2015 на Wayback Machine. Инициировал запрет азартных онлайн-игр (покера) Архивная копия от 10 июня 2015 на Wayback Machine. Депутатский запрос на имя Премьер-министра Республики Казахстан касался по проблем низкого качества проводимых экспертиз к законопроектам ступающим в Парламент Архивная копия от 10 июня 2015 на Wayback Machine. Так же по запросу депутата Агентство Республики Казахстан по защите конкуренции (АЗК) проводила проверку организаций оказывающие услуги платёжных систем и платёжных терминалов Архивная копия от 4 апреля 2015 на Wayback Machine. Целью проверки стало выявление субъектов рынка, занимающих доминирующее или монопольное положение, а также нарушения последними норм антимонопольного законодательства. Недостаточное количество снимающихся кинофильмов на казахском языке, и то, что фильмы, продублированные на государственный язык, в расписании кинотеатров занимают не самое посещаемое время стало поводом для депутатского запроса в Генеральную прокуратуру и Министерство культуры РК .

## Деятельность в сфере образования
Постановлением Правительство Республики Казахстан 12 ноября 2012 года назначен вице-министром Архивная копия от 18 мая 2015 на Wayback Machine Министерства образования и науки Республики Казахстан. Курировал вопросы дошкольного воспитания и обучения, среднего образования, защиты прав детей, молодёжной политики.
С 2013 года Председатель Совета директоров Акционерного Общества „Национальный Центр повышения квалификации “Өрлеу Архивная копия от 18 мая 2015 на Wayback Machine» . Организация занимается повышением квалификации педагогических кадров, обеспечивающее высокое качество образования на основе корпоративного управления, трансляции мирового и казахстанского опыта в сфере образования.
С 2013года Член Совета попечителей Казахско-Американского университета Архивная копия от 31 марта 2015 на Wayback Machine.
Член попечительского Совета АОО «Назарбаев интеллектуальных школ» Архивная копия от 23 апреля 2015 на Wayback Machine.
С 2014 года Председатель Республиканского Координационного Совета социального проекта «Серпін-2050». Проект направлен на обучение молодёжи из регионов с избытком трудовых ресурсов и трудоустройством в регионах с дефицитом специалистов.

## Общественная деятельность
Член Совета по молодёжной политике при Президенте Республики Казахстан.
Заместитель председателя Республиканского Общественного Объединения "Общенациональное движение против коррупции «Жаңару».
Возглавлял секцию по защите прав граждан Правового Совета при партии «Нұр Отан».
Будучи членом Комитета Партийного контроля «Нұр Отан» осуществлял общественный контроль за строительством автодороги «Заподная Европа — Заподный Китай».
Председатель Координационного Совета Ассоциации регионов депутатов.
Член Попечительского Совета Республиканского молодёжного общества «Казахстанского Лиги КВН-Жайдарман».
Возглавлял общественный координационный Совет фонда содействия МСУ «Аймақ».
Председатель Совета по защите прав предпринимателей Палаты предпринимателей Кзылординской области

## Деятельность в сфере спорте
Президент Федерации Республики Казахстана по национальной игре «Асық»
Вице-президент гандбольной федерации Казахстана.

## Звания, награды и чины
Депутат Мажилиса Парламента Республики Казахстан 4-го созыва .
Депутат Мажилиса Парламента Республики Казахстан 5-го созыва .
В 2007 году Указом Президента Республики Казахстан награждён государственной медалью «Ерең еңбегі үшін» Архивная копия от 26 ноября 2015 на Wayback Machine(рус."За трудовое отличие")
Медаль «25 лет независимости Республики Казахстан» (2016)
Вице-министр Министерства образования и науки Республики Казахстан (2012—2013) Архивная копия от 20 мая 2015 на Wayback Machine
Трёхкратный обладатель Общенациональной премии «Народный любимец года» Архивная копия от 20 мая 2015 на Wayback Machine
В 2011 году по номинации «Неутомимый депутат» Архивная копия от 20 мая 2015 на Wayback Machine
В 2012 году по номинации «Неутомимый депутат» Архивная копия от 20 мая 2015 на Wayback Machine
В 2013 году по номинации «Прогрессивный государственник» Архивная копия от 20 мая 2015 на Wayback Machine

## Деятельность в сфере СМИ
Автор и ведущий 2-х общественно-политических телепередач на общенациональном телеканале 24КЗ: Архивная копия от 30 марта 2015 на Wayback Machine
На русском языке: «Разговор с Муратом Абеновым» Архивная копия от 30 марта 2015 на Wayback Machine
На казахском языке: «Мұрат Әбеновпен Ашық әнгіме» Архивная копия от 21 мая 2015 на Wayback Machine

## Участие в телепередачах
- «Слуги народа» Архивная копия от 16 марта 2016 на Wayback Machine на телеканале КТК
- «Сырласу» Архивная копия от 16 марта 2016 на Wayback Machine на телеканале «Астана».
- «Меншікті мекен» Архивная копия от 25 марта 2016 на Wayback Machine на телеканале «Қазақстан».
- «Кешкі шай» на телеканале «7 арна».
- «Жекпе жек» Архивная копия от 2 апреля 2016 на Wayback Machine на телеканале «Хабар».
- «Кеш емес» на телеканале «Астана».
- «Туған өлке» на телеканале «Хабар».
- «Статус кво» Архивная копия от 18 мая 2015 на Wayback Machine на телеканале «Астана»

## Социальные сети, сайты и блоги
Один из самых активных пользователей социальных сетей среди общественно-политических деятелей Республики Казахстан.
В 2011 году награждён Национальной интернет-премией Award.kz по номинации «За вклад в развитие Казнета» Архивная копия от 27 мая 2015 на Wayback Machine.
В марте 2014 года по рейтингу интернет — журнала «Власть» занял 1 — е место по критерию — количество упоминаний, 4-е место по критерию - охват аудитории Архивная копия от 17 марта 2015 на Wayback Machine.
В мае того же года по рейтингу интернет — журнала «Власть» занял 1 — е место по критерию — количество упоминаний, 2-е место по критерию - охват аудитории Архивная копия от 17 марта 2015 на Wayback Machine.
В июль по рейтингу интернет — журнала «Власть» занял 1-е место по критерию — количество упоминаний и по критерию- охват аудитории Архивная копия от 17 марта 2015 на Wayback Machine.
В 2015 году по информации интернет-портала «Капитал» занял 1-е место на основе международного сервиса «Klout».

## Увлечение
Активный пользователь социальных сетей, с 11 лет занимается любительской фотографией. Свободное время любит читать. Пропагандирует здоровый образ жизни, увлекается велопрогулками. Принимает участие в национальных играх «Асық», коллекционирует галстуки.